# Wenderholm Regional Park
Koordinaten: 36° 32′ 11″ S, 174° 42′ 32″ O

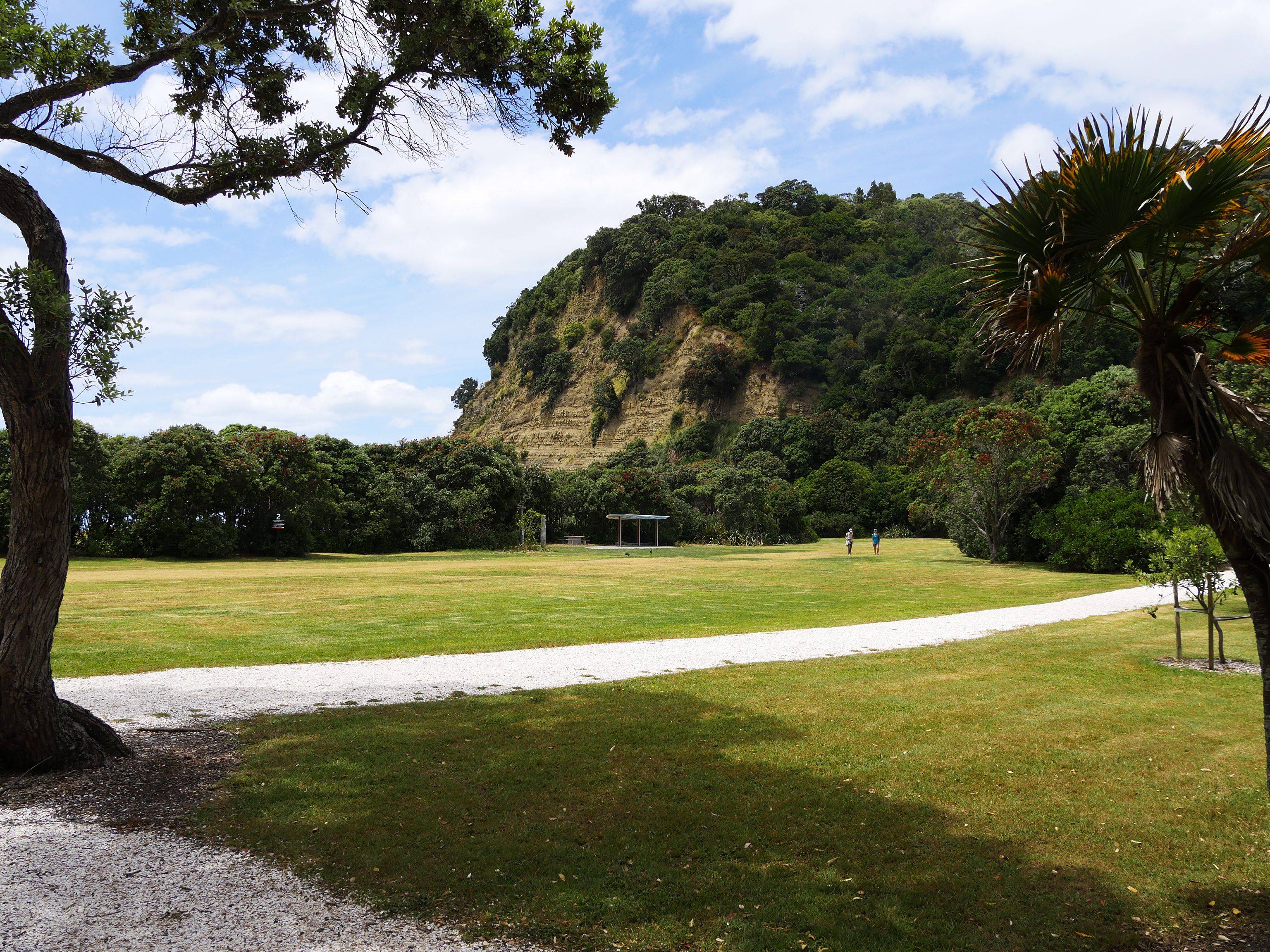
Wenderholm Regional Park mit Klippe des Maungatauhoro

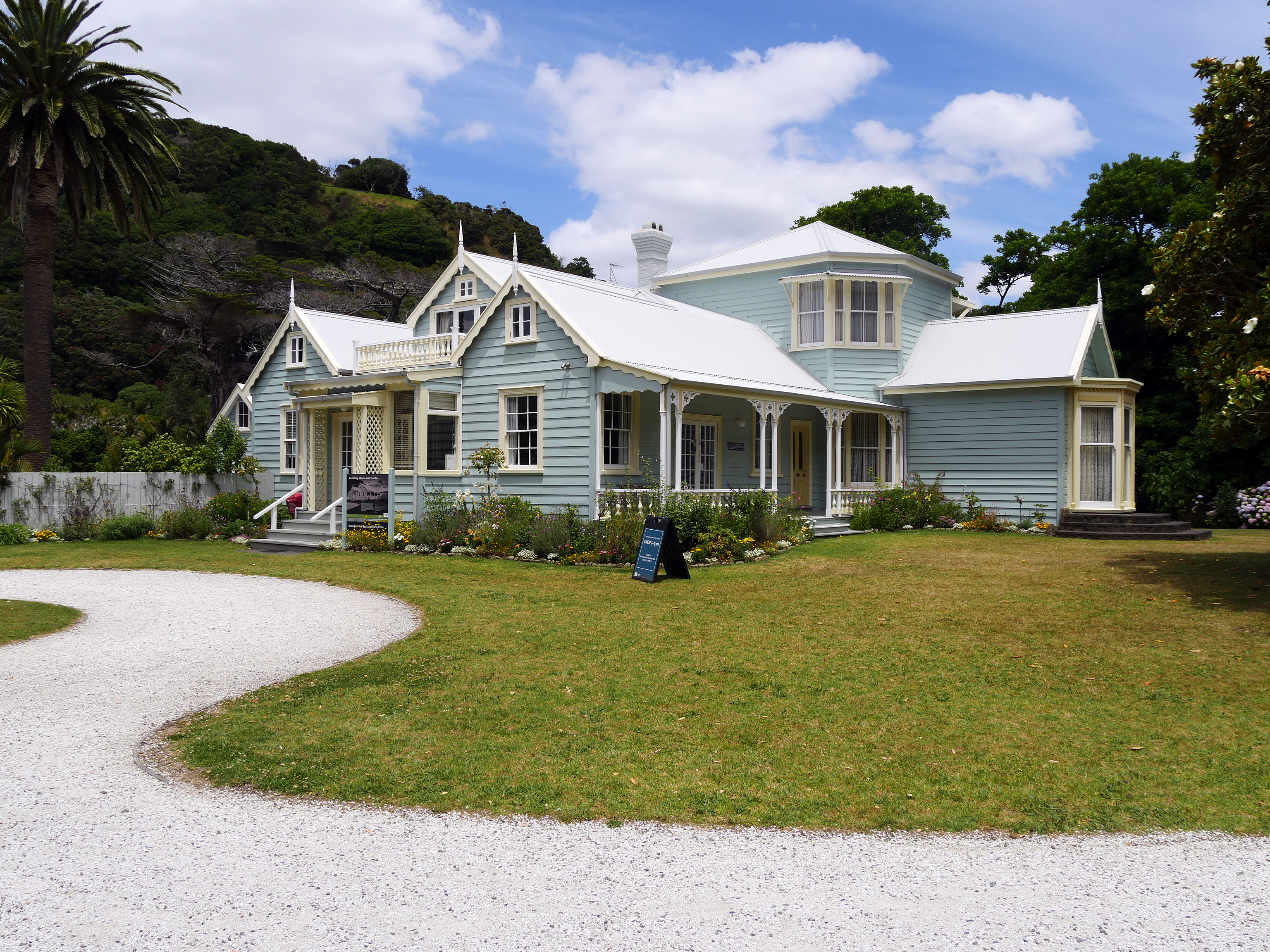
Couldrey House im Geländes des Parks

Der Wenderholm Regional Park ist ein Park im Stadtgebiet vom Auckland Council auf der Nordinsel von Neuseeland.

## Namensherkunft
Den Namen Wenderholm erhielten der bewaldete Hügel Maungatauhoro und sein Umland von dem Politiker Robert Graham (1820–1885), der 1868 das Gebiet von Te Hemara, dem örtlichen Māori-Häuptling, käuflich erwarb und angeblich nach dem Besuch eines schwedischen Freundes „Wenderholm“ nannte, was aus dem Schwedischen übersetzt so viel wie „Winterheim“ bedeuten soll. Das schwedische Wort in heutiger Schreibung wäre allerdings „Vinterhem“.

## Geographie
Der 127 Hektar große Park befindet sich rund 5 km nordnordöstlich von Orewa und rund 34 km nördlich des Stadtzentrums von Auckland an der Ostküste der Northland Peninsula zwischen dem Mündungsgebieten des Puhoi River im Norden und dem des Waiwera River im Süden. Der Park erstreckt sich über 2 km in Ost-West-Richtung und misst an seiner engsten Stelle rund 600 m sowie an seiner breitesten Stelle, die die nach Norden in das Mündungsgebiet des Puhoi River hineinragende rund 880 m lange Landzunge mit einschließt, rund 1,7 km. Der Landzunge südlich angrenzend erhebt sich der bewaldete Hügel Maungatauhoro auf eine Höhe von 122 m. Die der Landzunge nördlich gegenüberliegende Uferseite des Puhoi River zählt ebenso mit zum Wenderholm Regional Park, wie die südöstlich 270 m vor Maungatauhoro liegende, 130 m × 70 m große Insel Mahurangi Island.
Verkehrstechnisch zu erreichen ist der Wenderholm Regional Park über den von Orewa nach Norden weitere führenden New Zealand State Highway 17, auch Hibiscus Coast Highway genannt, oder über den vom New Zealand State Highway 1 nach Osten abzweigenden nördlichen Teil des Hibiscus Coast Highway.

## Geschichte
Das Gebiet des heutigen Wenderholm Regional Park war ursprünglich von Māori besiedelt, die die flache Landzunge Te Akeake nannten und den südlich davon liegenden bewaldeten Hügel Maungatauhoro. Beide waren Teil eines größeren Gebietes, das von den Einheimischen als Te Pūhoi bezeichnet wurde und die gesamte Küstenlinie von Matakana nach Waiwera den Namen Mahurangi trug, benannt nach der Insel Mahurangi Island, die wiederum der Legende nach, nach einer älteren Frau namens Mahurangi aus Hawaiki, dem Herkunftsland der Vorfahren der Māori, benannt wurde.
Die Besiedelung Neuseelands begann um 1300 und während der Legende nach Tūrehu im Gebiet um den Wenderholm Regional Park siedelten, kamen später die Nachfahren des Tainui Waka von Süden und Nachfahren des Moekakara Waka von Norden her und vermischten ihre Stämme miteinander. Ihr Siedlungsgebiet lag strategisch günstig, bot doch die Küste und das Meer reichlich Nahrung und die beiden Flüsse gute Zugänge ins Hinterland sowie Anschluss an die Thermalquellen von Waiwera.
Als im 18. Jahrhundert die ersten Europäer in die Gegend kamen, fanden sie die Māori-Stämme Ngāti Rongo und Te Kawerau, Nachfahren der Ngāti Awa vor.
Ihre Stämme führten ab den 1700er Jahren über fast ein Jahrhundert lang Krieg mit den Hauraki-Stämmen und kamen in den 1790er Jahren zu einem Ende, bei dem die Hauraki-Stämme die Kontrolle über das Siedlungsgebiet an der Ostküste bekamen und in Te Pūhoi ihren Frieden beschlossen. Den Ort der Zeremonie bezeichneten sie als Mihirau (Viele Begrüßungen).
Als der lokale Māori-Häuptling Te Hemara 1841 hörte, dass sein Siedlungsgebiet von den Hauraki-Sämmen an die britische Krone verkauft worden war, intervenierte er erfolgreich beim Gouverneur William Hobson, der ihm Land für seinen Stamm zusicherte. 1853 wurde das Pūhoi Reserve mit 6691 Acre Land dem Stamm verbrieft.
1844 verkaufte Te Hemara Land am Waiwera Beach liegend an den Politiker Robert Graham aus Auckland, der an den Thermalquellen einen kleinen Erholungsort errichtete. 1868 erwarb Graham dann für 50 £ den Maungatauhoro Block von Te Hemara. Er ließ dort ein einfaches und einstöckiges, im Kolonialstil gestaltetes Ferienhaus für seine Familie errichten und nannte es Wenderholm. Das Haus stand ursprünglich unterhalb der Klippen am südlichen Ende des Strandes, wurde aber später an einem geschützteren Ort in der Bucht verlegt, wo es sich heute noch befindet. Nach einigen Besitzerwechsel erwarb 1940 H. W. Couldrey (1909–1995) das Haus, erweiterte und renovierte es. Berühmtheit erlangte das Haus, als 1953 Königin Elisabeth II. dort einen Besuch abstattete.
Am 31. März 1965 wurde das Areal an den Auckland Regional Authority (ARA) verkauft, der den Park dann im Dezember 1965 für die Öffentlichkeit freigab.
Die Familie Couldrey bewohnte das Haus noch bis 1973, bis sie das Gebäude ebenfalls dem Regionalrat von Auckland überschrieb. Das Haus ist seitdem als Couldrey House bekannt und für Besucher gegen Eintrittsgebühr zur Besichtigung geöffnet.

## Nutzung
Der Park ist für Fußgänger und Wanderer über das gesamte Jahr hin ohne Einschränkung zugänglich. Der Zugang mit Fahrzeugen und die Nutzung zum Picknick ist im Sommer auf die Zeiten zwischen 6:00 Uhr und 21:00 Uhr beschränkt, im Winter bis 19:00 Uhr. Im Park befindet sich in der Bucht zum Puhoi River ein Campingplatz, der in der Regel im Voraus gebucht werden muss.
Neben Picknick, Strandbaden, Tauchen und Wandern ist auch Angeln, Kajakfahren und Mountain biking im und am Park möglich.